# La Conversion de saint Paul (Michel-Ange)
Pour les articles homonymes, voir La Conversion de saint Paul.
La Conversion de saint Paul est une fresque biblique de la chapelle Pauline du Vatican, réalisée par Michel-Ange vers 1542-1545 à la demande du pape Paul III. Cette œuvre dépeint le moment où Saul est converti au christianisme alors qu'il est sur la route de Damas.
Le pape Paul III a commandé les travaux de la chapelle de son homonyme. La chapelle a été construite par Antonio da Sangallo le Jeune de 1537 à 1538 avec le patronage du pape Paul III Farnèse pour servir de lieu de conservation à l'hostie consacrée et de lieu où les cardinaux se réunissent pour élire un nouveau pape.

## Histoire
Michel-Ange vient de terminer le Jugement Dernier dans la Chapelle Sixtine. Le pape Paul III lui offre une nouvelle affectation, cette fois plus étroitement liée à son nom. Il a fait construire entre 1537 et 1540, une chapelle palatine, parva, dans le palais du Vatican et souhaite que le célèbre artiste la décore avec des fresques, liées au détenteur de la chapelle et au diocèse de Rome, saint Pierre (apôtre) et saint Paul de Tarse.
Les travaux de la chapelle Pauline démarrent vers octobre ou novembre 1542 ; l'artiste lui-même s'y applique plus lentement que pour les grandes fresques de la chapelle Sixtine, en raison de sa vieillesse et ses infirmités. En 1544, il s'interrompt en raison d'une maladie grave. La première des deux fresques commandées, La Conversion de Saul, a dû être achevée le 12 juillet 1545. Le 10 août 1545, les murs commencent à être préparés pour une autre fresque, Le Martyre de saint Pierre. Cette même année, un incendie  éclate dans la chapelle, ce qui entraîne un retard supplémentaire dans le travail. L'artiste tombe à nouveau malade en 1546. À la mort de Paul III, en novembre 1549, le Crucifiement de saint Pierre n'est toujours pas terminé, il faut attendre mars 1550 pour le voir terminé. Michel-Ange a alors soixante-quatorze ans et est surchargé de travail à la basilique Saint-Pierre.  

## Description et style
L'artiste représente la conversion de Paul par le Christ après sa résurrection sur la route de Damas, parti arrêter des Chrétiens, avec l'injonction du Christ du haut du ciel vers Paul (Saül) « Saül, Saül, pourquoi me persécutes-tu ? »
La figure du Christ est dans le coin supérieur gauche de la fresque. Il fait une entrée dramatique dans la scène, entouré d'un halo de lumière et d'hôtes célestes. Certains de ces anges sont impressionnés et choqués par l'événement qui se produit, tandis que d'autres agissent comme une barrière protectrice entre les choses célestes et divines, et les choses terrestres en dessous. Un faisceau de lumière rayonne du Christ jusqu'à un groupe de personnages. Ce groupe est très dramatisé dans sa pose et son expression. La plus dramatique de ces figures terrestres est Paul lui-même qui a le visage d'un vieil homme, bien que « nous savons et Michel-Ange le savait aussi bien que l'appel de Paul sur la route de Damas s'est produit quand il avait environ 30 ans. » Le visage de Paul reflète celui de Michel-Ange, qui à cette époque est un vieil homme également troublé par sa foi. La figure de Paul représente « l'être humain qui a besoin d'une plus grande lumière ». Une composition triangulaire des compagnons qui tentent de l'aider alors qu'il est allongé sur le sol, est constituée autour de lui. Avec une main levée pour se protéger du Christ, il a une expression de malaise et de peur étranges. La plupart des éléments de cette peinture pointent vers la figure de Paul, point central de la composition. Les collines en pente descendante, le faisceau de lumière rayonnante et les groupements de personnages entourant Paul montrent clairement au spectateur qu'il est la personne la plus importante dans cette fresque encombrée de personnages.
Plus loin, à l'arrière-plan, se trouve un aperçu d'une ville permettant de contextualiser le moment exact où Paul fait l'expérience de cette intervention divine. Lors d'un voyage dans cette ville de Damas dans laquelle il avait initialement l'intention d'arrêter les disciples du Christ, Paul s'est converti au christianisme. Alors qu'il est allongé sur le sol, impuissant, certains de ses compagnons commencent à sortir des armes et des boucliers comme s'ils échappaient à une attaque ennemie. La tension dans cette scène n'est exacerbée que par les expressions individuelles sur chacun des visages des personnages. Les gens à terre vont de craintifs à inquiets. Même les anges en haut semblent ébranlés par les actions de Christ.
Il convient de noter le point de vue de Jésus-Christ et le cheval effrayé. Sur la droite se trouve une représentation idéalisée de Damas.

## Analyse
Le choix des fresques de la chapelle Pauline a fortement influencé les cercles réformistes du Cercle de Viterbe fréquenté par l'artiste, avec des sujets sacrés qui ne sont pas présentés comme des exemples dogmatiques à imiter mais plutôt comme matière à réflexion sur les fondements de la foi chrétienne. Tout comme Le Martyre de saint Pierre dans la même pièce, la Conversion exprime la puissance de la foi, sa force irrésistible qui peut mener, par une suite de souffrances et d'efforts, au martyre.
La conversion de Saül est celle de saint Paul en tant que protagoniste. Contrairement à ce que les sources disent, il est vieux et rappelle l'apparence du pape Paul III Farnèse, comme en témoigne le portrait de Titien de ces mêmes années. Saul, Paul, tombé de cheval sur le chemin de Damas, demeure prostré, frappé et aveuglé par la lumière verticale venant de la main de Jésus entourée d'anges. Le futur Apôtre des Gentils tente de couvrir son visage avec sa main et son personnage fait écho à la fresque d'Héliodore dans les Chambres de Raphaël.
L'acte divin divise l'espace pictural, en séparant les anges en deux groupes symétriques et génère la crainte et la peur parmi la procession autour de Saül, qui cherche refuge fuyant vers les marges du paysage, où les collines sont dénudées. Comme dans le Jugement dernier, il crée un mouvement de tourbillon qui renverse les groupes et souligne le dynamisme.
La Conversion explose littéralement, le cheval effrayé charge vers le fond du tableau, Paul et ses aides les plus proches tombent et fuient vers la gauche, ses autres disciples se jettent sur la droite et un homme entre bêtement en bas du tableau en trébuchant. Le Christ descend vers ce centre explosif comme un éclair éparpillant les anges qui l'entourent ; il se dirige plutôt vers Paul que vers le vide central. Paul s'appuie sur un bras, aveuglé et à demi inconscient, avec le visage tourmenté de celui qui voit mieux dans l'ombre que dans la lumière ; sa conversion est une acceptation définitive de la volonté divine naissante en lui.
Comme dans la plupart de ses œuvres, Michel-Ange porte une attention particulière à l'anatomie, et apporte beaucoup de détails à la musculature et à la forme de toutes les figures, qu'elles soient vêtues ou nues. Même le cheval montre une certaine musculature alors qu'il s'éloigne dans l'arrière-plan, emportant avec lui une silhouette errante. Les sources de Michel-Ange pour la connaissance anatomique étaient des modèles vivants, des dissections et des sculptures de l'Antiquité. L'anatomie a joué un rôle très important dans son travail et est visible dans la Conversion de Saul. Dans ses œuvres ultérieures telles que le Jugement dernier, et également dans sa Conversion de Paul, la musculature de ses personnages les met plus à l'épreuve que les ouvrages précédents Les muscles et l'anatomie semblent déformés et allongés d'une manière qui n'est pas être naturelle et les personnages sont dans des poses peu pratiques. Pourtant, cette approche de l'anatomie fonctionne pour améliorer le drame de l'ouvrage. Ces poses et mouvements créent une tension dans la scène et mettent en évidence la nature miraculeuse de l'événement qui se produit.

## Restauration
Les fresques de Michel-Ange ont subi quelques rénovations mineures en 1934 (partie des anges et de la nudité), puis des travaux de rénovation plus importants ont commencé en 2002, notamment pour restaurer la coloration délicate, qui prirent fin en 2009. Les méthodes comprenaient l'utilisation d'un solvant chimique, de curettes à ultrasons et d'un équipement laser. Les restaurations ont révélé que Michel-Ange a non seulement peint à la fresque, mais également en mezzo fresco et a secco. Le mezzo fresco est une technique dans laquelle l'artiste peint la dernière couche de plâtre mince sous la peinture elle-même de sorte que les pigments de peinture ne pénètrent que légèrement dans le plâtre ; le secco est une technique dans laquelle l'artiste peint sur du plâtre sec ca qui lui permet de travailler plus rapidement et de corriger les erreurs.

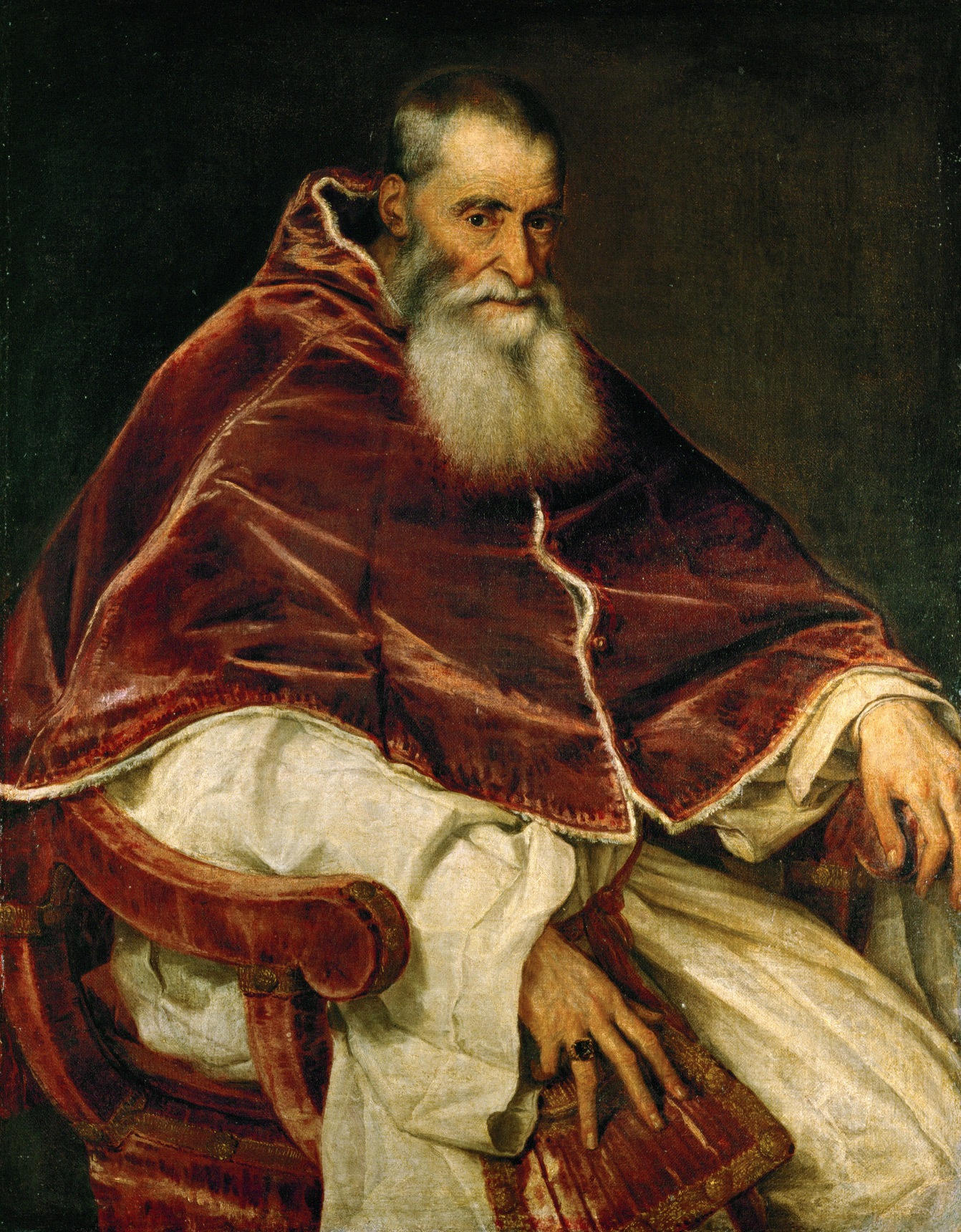
Le Titien, Portrait de Paul III.

Détails
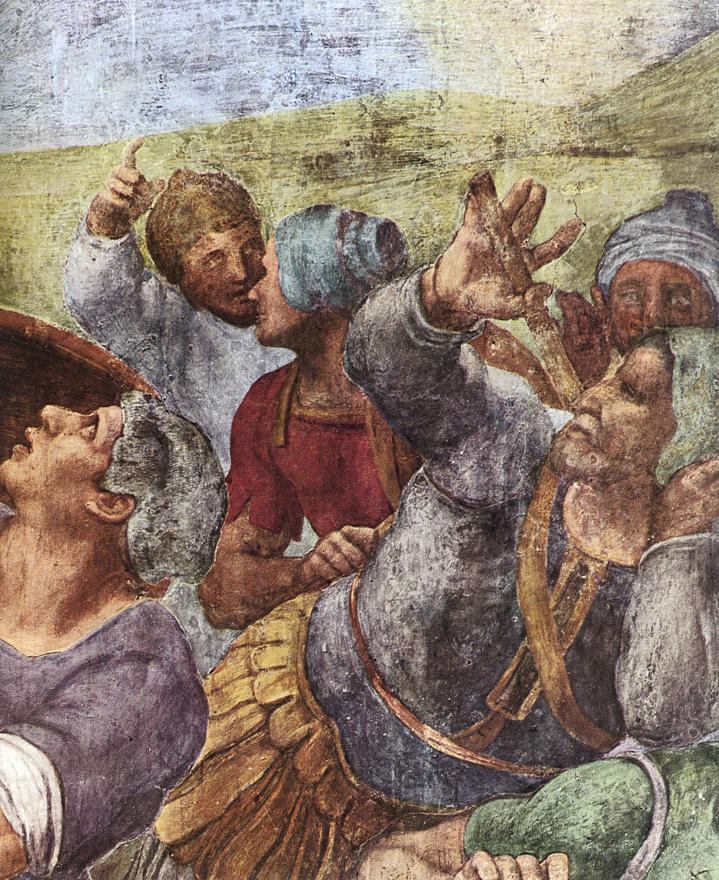
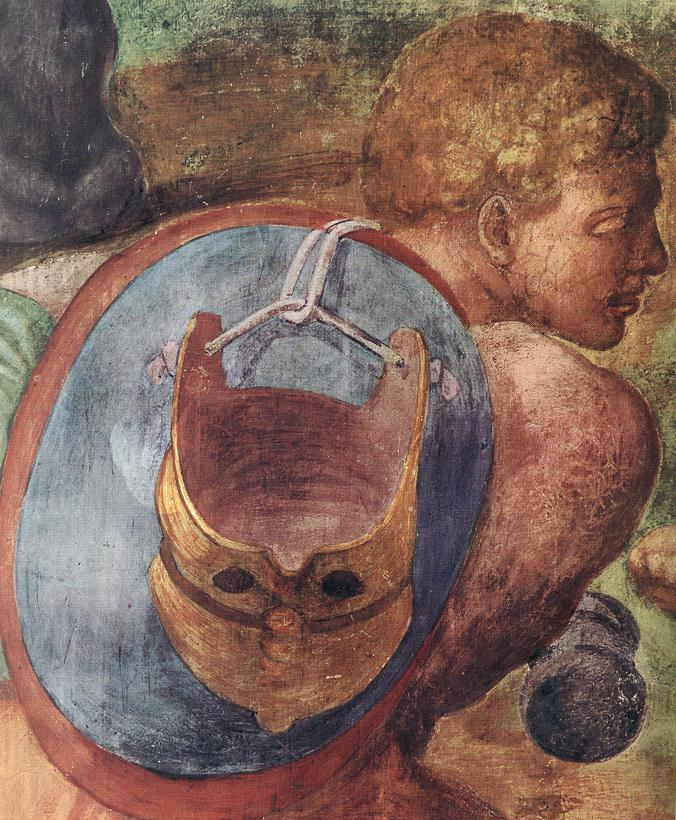
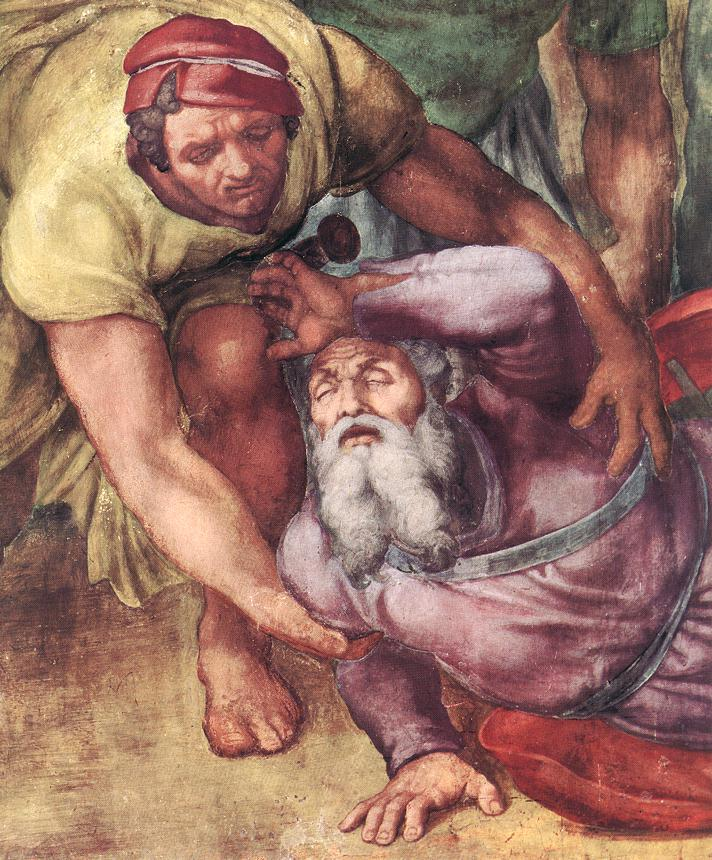
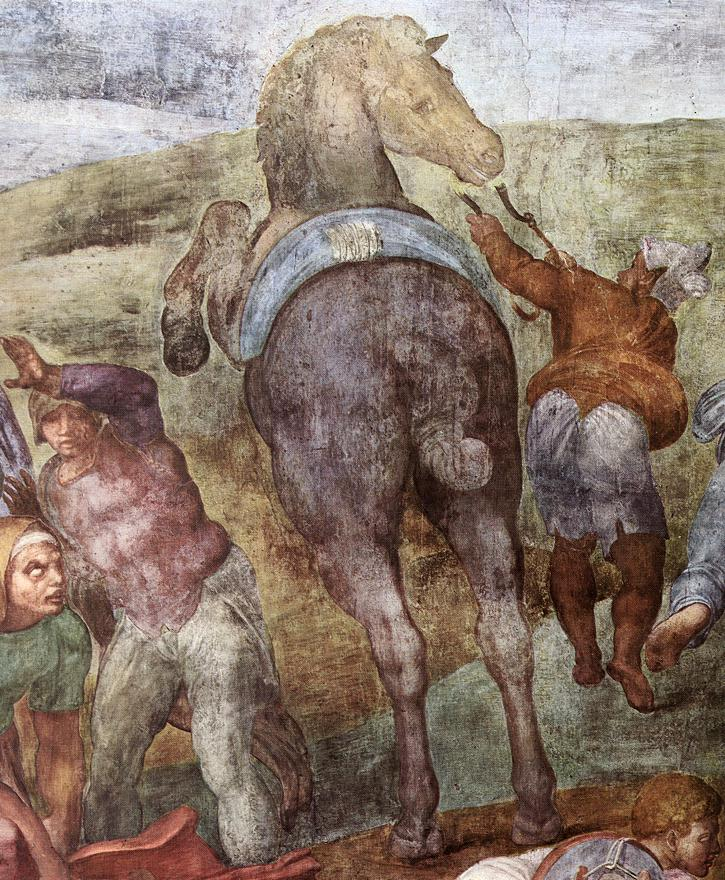